# 马丁·莱瓦
马丁·莱瓦（西班牙語：Martín Leiva，1980年4月23日—），阿根廷男子篮球运动员。他曾代表阿根廷国家队参加2012年夏季奥林匹克运动会篮球比赛，获得第四名。他也曾出战1999年、2003年和2007年泛美运动会。